# The Radio
공태영의 The Radio는 TBN 대구교통방송(대구 FM 103.9, 김천 FM 95.9㎒)에서 주말 아침 9시부터 오전 10시 55분까지 방송되는 대구·경북권 지역의 주말 아침 라디오 음악 프로그램이다.

## 매일코너
- 문 인 더 모닝 - 여유로운 아침 차 한 잔 하면서 가슴에 와 닿는 이야기 함께 나눠요

## 코너소개

### 토요일
- 더 라디오 한 줄 책방 : 마음을 울리는 책 속 한 줄과 여운을 끌어 안는 음악
- 같은 음악, 다른 느낌 : 원곡과 번안곡에 얽힌 이야기를 알아보고 들어보는 시간

### 일요일
- 더 라디오 한 줄 책방 : 마음을 울리는 책 속 한 줄과 여운을 끌어 안는 음악
- 공공씬~영화듣기 : 공태영이 공감하는 한 장면! 귀로 듣는 영화감상 시간